# Andira inermis
Andira inermis es una especie de árbol perteneciente a la familia de las fabáceas. Es originario de América. En El Salvador su nombre común es Almendro de Rio.

## Descripción
Es un árbol que se encuentra en América tropical y África occidental que alcanza un tamaño de hasta 20 metros de altura. Las hojas son compuestas y se disponen de forma alterna a lo largo de las ramas. El árbol produce flores muy fragantes de color rosa a púrpura en inflorescencias con forma de panículas terminales densas. También produce una fruta pequeña redonda que contienen una sola semilla grande. Es un árbol ornamental popular en los países tropicales donde crece, por la sombra que ofrece y por las fragantes flores atractivas.

## Distribución y hábitat
Se encuentra en la mayor parte de las regiones tropicales, incluyendo México, América Central, Caribe, Cuenca del Amazonas, América del Sur y las regiones tropicales de África occidental. En el Amazonas se puede encontrar en estado silvestre en los bosques de los estados de Acre, Amapá, Amazonas, Mato Grosso y Pará.

## Propiedades
Tiene una corteza lisa de color gris que se ha utilizado en la medicina tradicional a base de hierbas como un fuerte purgante para expulsar las lombrices intestinales. Se la trata con mucho respeto por los chamanes y curanderos a base de hierbas como una medicina muy poderosa, ya que una dosis demasiado grande puede provocar vómitos, fiebre, delirio, e incluso la muerte. Algunas tribus indígenas del Amazonas usan la corteza para matar a los peces en el río. Otras tribus preparar una decocción de la corteza que se utilizará para tiña y otras infecciones fúngicas en la piel.

## Taxonomía
Andira inermis fue descrito por (W.Wright) DC. y publicado en Prodromus Systematis Naturalis Regni Vegetabilis 2: 475. 1825.
Variedades
- Andira inermis subsp. inermis (Wright) DC.
- Andira inermis subsp. rooseveltii (De Wild.) Polhill

Sinonimia
- Andira excelsa Kunth
- Andira grandiflora Guill. & Perr.
- Andira jamaicensis (Wright) Urb.
- Geoffroea inermis Wright
- Geoffroea jamaicensis W. Wright
- Geoffroea jamaicensis var. inermis Wright
- Geoffroea jamaicensis inermis W. Wright
- Glycyrrhiza undulata Ruiz & Pav. ex G. Don
- Vouacapoua inermis (Wright) A.Lyons basónimo[3]

## Nombres comunes
- Castellano: almendro, ajunado (Bolivia), manteco (Colombia), cocu (Panamá), macayo (México), moca (Puerto Rico), llava de las Antillas, palo de seca, yaba de las Antillas.[4]